# 송남영
송남영(1972년 9월 15일 ~ 2017년 6월 12일)은 대한민국의 배우이다. 1991년 연극배우로 첫 데뷔하였으며 이후 주로 뮤지컬배우 등으로 활동하였다. 2017년 6월 12일 갑상샘암으로 별세했다.

## 학력
- 서울예술대학 연극학과 전문학사
- 영국 에이콤 뮤지컬학교 학사

## 출연 작품

### 영화
| 연도 | 제목 | 배역      | 비고 |
| ---- | ---- | --------- | ---- |
| 2002 | 마고 | 불의 정령 |      |

### 뮤지컬
- 《명성황후》
- 《페임》
- 《겨울 나그네》
- 《하드록 카페》

### 연극
- 2007년 《겨울이야기》 - 헤르미오네 역

## 가족 관계
- 가수 임재범의 아내로 알려져있으며, 암투병 후부터 은둔생활에 가깝던 임재범을 다시 무대로 세우도록 하였다. 갑상선 암이 전이가 되어 사망하였다.